# Prémio Seiun
O Prémio (português europeu) ou Prêmio Seiun (português brasileiro) (星雲賞, Seiunshō) é um galardão japonês de ficção especulativa atribuído às melhores obras e realizações de ficção científica durante cada ano precedente. Organizados e supervisionados pela Associação de Grupos de Admiradores de Ficção Científica do Japão (SFFAN; 日本SFファングループ連合会議, Nihon SF Fan Group Rengō Kaigi), os prémios são entregues a cada ano na Convenção de Ficção Científica do Japão. É considerado o prémio de ficção científica mais antigo do Japão, e foi concedido pela primeira vez em 1970 na nona Convenção de Ficção Científica do Japão e desde então tem sido atribuído todos os anos.
"Seiun", a palavra japonesa que significa "nebulosa", recebeu este nome após a publicação da primeira e curta revista profissional de ficção científica do Japão, em 1954. O galardão não tem relação com o Prémio Nebula dos Estados Unidos.
É semelhante ao Prémio Hugo, que é concedido pelos membros da Sociedade Mundial de Ficção Científica, onde todos os membros da convenção apresentadora são elegíveis para participarem do processo de seleção. No entanto, o Prémio Hugo é destinado a obras de qualquer local ou qualquer idioma, enquanto que o Prémio Seiun é limitado ao território e idioma japoneses, como o Prémio BSFA.

## Elegibilidade e processo de seleção
Uma obra ou realização profissional que foram publicadas no ano civil anterior, podem ser consideradas elegíveis. A elegibilidade das revistas é determinada pela data nominal da publicação, que geralmente tende a ser em um ou dois meses antes da data real, devido ao costume japonês de publicações.
Não há regras escritas sobre a contagem de palavras para categorias de ficção literária, de modo que a decisão de elegibilidade a esse respeito é deixada para os eleitores.
Normalmente na primavera, a SFFAN emite as listas de candidatos para referência em cada categoria, que são escolhidas de votação preliminar dos seus grupos de membros. No entanto, os eleitores podem votar em qualquer trabalho elegível fora da lista na votação final.
Considerando a disponibilidade dos eleitores, uma obra que foi publicada numa revista (como parte de obras serializadas ou contos) ou lançada em meios de comunicação audiovisuais (como um programa de televisão ou filme), mas que não tenha sido escolhida para as listas de candidatos, pode ser elegível novamente quando for publicada como um livro ou lançada em qualquer outro meio de comunicação.
Embora o regulamento não faça menção aos formatos de publicação eletrónica, apenas duas obras literárias venceram o prémio: "Umi no Yubi" de Hirotaka Tobi na categoria de melhor conto japonês de 2015, que foi publicada numa revista eletrónica no ano elegível, e "Saigo ni shite Saisho no Idol" de Gengen Kusano na mesma categoria em 2017, tendo sido publicado no formato de livro digital.

### Categorias
Algumas traduções lusófonas como "Romance" também podem ser referidas como "história longa" ou "forma longa", "conto" pode ser referido como "forma curta".
| Categorias atuais                                              | Primeira cerimónia | Descrição atual |
| -------------------------------------------------------------- | ------------------ | --- |
| Melhor Romance Japonês (日本長編, Nihon Chōhen)                | 1970               | Os romances e contos de ficção científica que foram publicados ou traduzidos pela primeira vez durante o ano elegível. As obras serializadas em revistas podem ser elegíveis quando forem concluídas, enquanto que outras obras podem ser elegíveis quando forem publicadas como um livro. Uma obra multivolume também pode ser elegível como uma série completa quando for terminada. |
| Melhor Conto Japonês (日本短編, Nihon Tanpen)                  | 1970               | Os romances e contos de ficção científica que foram publicados ou traduzidos pela primeira vez durante o ano elegível. As obras serializadas em revistas podem ser elegíveis quando forem concluídas, enquanto que outras obras podem ser elegíveis quando forem publicadas como um livro. Uma obra multivolume também pode ser elegível como uma série completa quando for terminada. |
| Melhor Romance Traduzido (海外長編, Kaigai Chōhen)             | 1970               | Os romances e contos de ficção científica que foram publicados ou traduzidos pela primeira vez durante o ano elegível. As obras serializadas em revistas podem ser elegíveis quando forem concluídas, enquanto que outras obras podem ser elegíveis quando forem publicadas como um livro. Uma obra multivolume também pode ser elegível como uma série completa quando for terminada. |
| Melhor Conto Traduzido (海外短編, Kaigai Tanpen)               | 1970               | Os romances e contos de ficção científica que foram publicados ou traduzidos pela primeira vez durante o ano elegível. As obras serializadas em revistas podem ser elegíveis quando forem concluídas, enquanto que outras obras podem ser elegíveis quando forem publicadas como um livro. Uma obra multivolume também pode ser elegível como uma série completa quando for terminada. |
| Melhor Apresentação Dramática (メディア, Meios de comunicação) | 1970               | Os filmes, peças de teatro e quaisquer outras obras audiovisuais. As obras seriais podem ser tratadas como no caso dos romances. Nota: O nome foi alterado de "Melhores Filme e Peça" (映画・演劇, Eiga Engeki) em 1980. |
| Melhor Banda Desenhada (コミック, Banda desenhada)             | 1978               | Mangá. As obras em série podem ser tratadas como no caso dos romances. |
| Melhor Artista (アート, Arte)                                  | 1978               | Aos artistas com realizações notáveis. |
| Melhor Obra de Não Ficção (ノンフィクション, Não ficção)       | 1985               | As obras de não ficção sobre ficção científica, como estudos e críticas, inclusive as traduzidas. Outros critérios são como no caso dos romances. |
| Nomeação Livre (自由, Jiyū)                                    | 2002               | Quaisquer eventos que não se enquadrem em outras categorias, como coisas, fenómenos ou feitos da ciência e tecnologia. |

## Vencedores e candidatos

### Melhor Obra Longa Japonesa
*   Vencedores e vencedores conjuntos
  +   Nenhum vencedor escolhido
| Ano  | Vencedor(es)                                                                                   | Autor(es)         | Editora ou publicação                                         |
| ---- | ---------------------------------------------------------------------------------------------- | ----------------- | ------------------------------------------------------------- |
| 1970 | Reichōrui Minami e (霊長類南へ)                                                                | Yasutaka Tsutsui  | Kodansha                                                      |
| 1971 | Tsugu no wa Dare ka? (継ぐのは誰か?)                                                           | Sakyo Komatsu     | Sekai SF Zenshū volume 29: Sakyo Komatsu, Hayakawa Publishing |
| 1972 | Ishi no Ketsumyaku (石の血脈)                                                                  | Ryō Hanmura       | Nihon SF Novels, Hayakawa Publishing                          |
| 1973 | Kagami no Kuni no Alice (鏡の国のアリス)                                                       | Tadashi Hirose    | Kawade Shobō Shinsha                                          |
| 1974 | Nihon Chinbotsu (日本沈没)                                                                     | Sakyo Komatsu     | Kappa Novels, Kōbunsha                                        |
| 1975 | Ore no Chi wa Tanin no Chi (おれの血は他人の血)                                                | Yasutaka Tsutsui  | Kawade Shobō Shinsha                                          |
| 1976 | Nanase Futatabi (七瀬ふたたび)                                                                 | Yasutaka Tsutsui  | Shinchōsha                                                    |
| 1977 | Saikoro Tokkōtai (サイコロ特攻隊)                                                              | Musashi Kanbe     | Nihon SF Novels, Hayakawa Publishing                          |
| 1978 | Chikyū Seishin Bunseki Kiroku: Eld Analusis (地球・精神分析記録 (エルド・アナリュシス))        | Masaki Yamada     | Tokuma Shoten                                                 |
| 1979 | Shōmetsu no Kōrin (消滅の光輪)                                                                 | Taku Mayumura     | S-F Magazine fevereiro de 1976 - outubro de 1978              |
| 1980 | Hōseki Dorobō (宝石泥棒)                                                                       | Masaki Yamada     | S-F Magazine dezembro de 1977 - agosto de 1979                |
| 1981 | Kaseijin Senshi (火星人先史)                                                                   | Chiaki Kawamata   | S-F Magazine julho de 1979 - outubro de 1980                  |
| 1982 | Kirikirijin (吉里吉里人)                                                                       | Hisashi Inoue     | Shinchosha                                                    |
| 1983 | Sayonara Jupiter (さよならジュピター)                                                          | Sakyo Komatsu     | Sankei Shuppan                                                |
| 1984 | Teki wa Kaizoku: Kaizokuban (敵は海賊 海賊版)                                                  | Chōhei Kambayashi | Hayakawa Bunko JA, Hayakawa Publishing                        |
| 1985 | Sentou Yousei Yukikaze (戦闘妖精・雪風)                                                        | Chōhei Kambayashi | Hayakawa Bunko JA, Hayakawa Publishing                        |
| 1986 | Dirty-Pair no Daigyakuten (ダーティ・ペアの大逆転)                                             | Haruka Takachiho  | Hayakawa Publishing                                           |
| 1987 | Prism (プリズム)                                                                               | Chōhei Kambayashi | Hayakawa Bunko JA, Hayakawa Publishing                        |
| 1988 | Ginga Eiyū Densetsu (銀河英雄伝説), série (10 livros)                                          | Yoshiki Tanaka    | Tokuma Novels, Tokuma Shonten                                 |
| 1989 | Babylonia Wave (バビロニア・ウェーブ)                                                          | Akira Hori        | Tokuma Shoten                                                 |
| 1990 | Jōgen no Tsuki o Taberu Shishi (上弦の月を喰べる獅子)                                          | Baku Yumemakura   | Hayakawa Publishing                                           |
| 1991 | Hybrid Child (ハイブリッド・チャイルド)                                                        | Mariko Ōhara      | Hayakawa Publishing                                           |
| 1992 | Merusasu no Shōnen (メルサスの少年)                                                            | Hiroe Suga        | Shinchō Bunko, Shinchōsha                                     |
| 1993 | Venus City (ヴィーナス・シティ)                                                                | Gorō Masaki       | Hayakawa Publishing                                           |
| 1994 | Owarinaki Sakuteki (終わりなき索敵)                                                            | Kōshū Tani        | Hayakawa Publishing                                           |
| 1995 | Kishin Heidan (機神兵団), série (10 livros)                                                    | Masaki Yamada     | C Novels, Chūōkōronsha                                        |
| 1996 | Hikishio no Toki (引き潮のとき), série (5 livros)                                              | Taku Mayumura     | Hayakawa Publishing                                           |
| 1997 | Seikai no Monshō (星海の紋章), trilogia                                                        | Hiroyuki Morioka  | Hayakawa Bunko JA, Hayakawa Publishing                        |
| 1998 | Teki wa Kaizoku: A-kyū no Teki (敵は海賊 A級の敵)                                              | Chōhei Kambayashi | Hayakawa Bunko JA, Hayakawa Publishing                        |
| 1999 | Suiseigari (彗星狩り)                                                                          | Yūichi Sasamoto   | Sonorama Bunko, Asahi Sonorama                                |
| 2000 | Good Luck: Sentō Yōsei Yukikaze (グッドラック 戦闘妖精・雪風)                                  | Chōhei Kambayashi | Hayakawa Publishing                                           |
| 2001 | Eien no Mori, Hakubutsukan Wakusei (永遠の森 博物館惑星)                                       | Hiroe Suga        | Hayakawa Publishing                                           |
| 2002 | Fuwafuwa no Izumi (ふわふわの泉)                                                               | Hōsuke Nojiri     | Famitsu Bunko, Enterbrain                                     |
| 2003 | Taiyō no Sandatsusha (太陽の簒奪者)                                                            | Hōsuke Nojiri     | Hayakawa SF Series J collection, Hayakawa Publishing          |
| 2004 | Dai Roku Tairiku (第六大陸)                                                                    | Issui Ogawa       | Hayakawa Bunko JA, Hayakawa Publishing                        |
| 2005 | Ariel (エリアル, ARIEL)                                                                        | Yūichi Sasamoto   | Sonorama Bunko, Asahi Sonorama                                |
| 2006 | Summer/Time/Traveler (サマー／タイム／トラベラー)                                              | Kazuma Shinjō     | Hayakawa Bunko JA, Hayakawa Publishing                        |
| 2007 | Nihon Chinbotsu Dai ni bu (日本沈没 第二部)                                                    | Sakyo Komatsu     | Shogakukan                                                    |
| 2007 | Nihon Chinbotsu Dai ni bu (日本沈没 第二部)                                                    | Kōshū Tani        | Shogakukan                                                    |
| 2008 | Toshokan Sensō (図書館戦争), série (4 livros)                                                  | Hiro Arikawa      | ASCII Media Works                                             |
| 2009 | Harmony (ハーモニー)                                                                           | Keikaku Itō       | Hayakawa SF Series J Collection, Hayakawa Publishing          |
| 2010 | Guin Saga (グイン・サーガ), série (130 livros)                                                 | Kaoru Kurimoto    | Hayakawa Bunko JA, Hayakawa Publishing                        |
| 2011 | Kyonen wa Ii Toshi ni Narudarō (去年はいい年になるだろう)                                      | Hiroshi Yamamoto  | PHP Institute                                                 |
| 2012 | Tengoku to Jigoku (天獄と地国)                                                                 | Yasumi Kobayashi  | Hayakawa Bunko JA, Hayakawa Publishing                        |
| 2013 | Shisha no Teikoku (屍者の帝国)                                                                 | Keikaku Itō       | Kawade Shobō Shinsha                                          |
| 2013 | Shisha no Teikoku (屍者の帝国)                                                                 | Toh Enjoe         | Kawade Shobō Shinsha                                          |
| 2013 | Kiryū Keisatsu: Ankoku Shijō (機龍警察 暗黒市場)                                               | Ryōe Tsukimura    | Hayakawa Publishing                                           |
| 2013 | Hon ni datte Osu to Mesu ga Arimasu (本にだって雄と雌があります)                               | Masakuni Oda      | Shinchosha                                                    |
| 2013 | Beatless (ビートレス, BEATLESS)                                                                | Satoshi Hase      | Kadokawa Shoten                                               |
| 2013 | Danshō no Grimm (断章のグリム), série (17 livros)                                              | Gakuto Kōda       | Dengeki Bunko, ASCII Media Works                              |
| 2013 | Delivery (デリバリー)                                                                          | Masayoshi Yasugi  | Hayakawa SF Series J Collection, Hayakawa Publishing          |
| 2013 | Hyakunen Hō (百年法)                                                                           | Muneki Yamada     | Kadokawa Shoten                                               |
| 2014 | Kororogi-dake kara Jupiter Trojan e (コロロギ岳から木星トロヤへ)                               | Issui Ogawa       | Hayakawa Bunko JA, Hayakawa Publishing                        |
| 2014 | Know (ノウ)                                                                                    | Mado Nozaki       | Hayakawa Bunko JA, Hayakawa Publishing                        |
| 2014 | Gene Mapper -full build- (ジーン・マッパー フル・ビルド)                                       | Taiyō Fujii       | Hayakawa Bunko JA, Hayakawa Publishing                        |
| 2014 | Kaikin no To (皆勤の徒)                                                                        | Dempow Torishima  | Sogen Nihon SF Selection, Tokyo Sogensha                      |
| 2014 | Shinku no Hibun (深紅の碑文)                                                                   | Sayuri Ueda       | Hayakawa SF Series J Collection, Hayakawa Publishing          |
| 2014 | Chryse no Sakana (クリュセの魚)                                                                | Hiroki Azuma      | NOVA Collection, Kawade Shobō Shinsha                         |
| 2014 | Black Rider (ブラックライダー)                                                                 | Akira Higashiyama | Shinchosha                                                    |
| 2015 | Orbital Cloud (オービタル・クラウド)                                                           | Taiyō Fujii       | Hayakawa Publishing                                           |
| 2015 | Toppen (突変)                                                                                  | Hiroyuki Morioka  | Tokuma Bunko, Tokuma Shoten                                   |
| 2015 | Dare no Musuko demo Nai (誰の息子でもない)                                                     | Chōhei Kambayashi | Kodansha                                                      |
| 2015 | Mirai e... (未来へ……)                                                                          | Motoko Arai       | Kodansha                                                      |
| 2015 | Jinrui wa Suitaishimashita (人類は衰退しました) (9 livros)                                     | Romeo Tanaka      | Gagaga Bunko, Shogakukan                                      |
| 2015 | Shika no Ō (鹿の王)                                                                            | Nahoko Uehashi    | KADOKAWA / Kadokawa Shoten                                    |
| 2016 | Onshū Seiiki (怨讐星域) (3 livros)                                                             | Shinji Kajio      | Hayakawa Bunko JA, Hayakawa Publishing                        |
| 2016 | Nami no Tegami ga Hibiku Toki (波の手紙が響くとき)                                             | Takehiko Oxi      | Hayakawa SF Series J Collection, Hayakawa Publishing          |
| 2016 | Exodus Shōkōgun (エクソダス症候群)                                                             | Yūsuke Miyauchi   | Sogen Nihon SF Selection, Tokyo Sogensha                      |
| 2016 | Kōshudai no Mokushiroku (絞首台の黙示録)                                                       | Chōhei Kambayashi | Hayakawa Publishing                                           |
| 2016 | Tytania (タイタニア) (5 livros)                                                                | Yoshiki Tanaka    | Tokuma Novels, Tokuma Shoten & Kodansha Novels, Kodansha      |
| 2016 | Tsukisekai Shōsetsu (月世界小説)                                                               | Osamu Makino      | Hayakawa Bunko JA, Hayakawa Publishing                        |
| 2016 | Underground Market (アンダーグラウンド・マーケット)                                            | Taiyō Fujii       | Asahi Shinbun Shuppan                                         |
| 2016 | Epilogue (エピローグ)                                                                          | Toh Enjoe         | Hayakawa Publishing                                           |
| 2016 | Kunkō no Canopeum (薫香のカナピウム)                                                           | Sayuri Ueda       | Bungeishunjū                                                  |
| 2017 | Ultraman F (ウルトラマンF)                                                                     | Yasumi Kobayashi  | Hayakawa Publishing                                           |
| 2017 | Kanojo ga Esper datta Koro (彼女がエスパーだったころ)                                          | Yūsuke Miyauchi   | Kodansha                                                      |
| 2017 | Toppen Sekai: Ikyō no Suito (突変世界 異境の水都)                                              | Hiroyuki Morioka  | Tokuma Shoten                                                 |
| 2017 | Aoi Umi no Utyūkō (青い海の宇宙港) (2 livros)                                                  | Hiroto Kawabata   | Hayakawa Publishing                                           |
| 2017 | Kameri (カメリ)                                                                                | Yūsaku Kitano     | Kawade Shobō Shinsha                                          |
| 2017 | Ōkina Tori ni Sarawarenaiyō (大きな鳥にさらわれないよう)                                       | Hiromi Kawakami   | Kodansha                                                      |
| 2017 | Space Kin'yūdō (スペース金融道)                                                                | Yūsuke Miyauchi   | Kawade Shobō Shinsha                                          |
| 2017 | Bibibi Be-Bop (ビビビ・ビ・バップ)                                                             | Hikaru Okuizumi   | Kodansha                                                      |
| 2018 | Ato wa No to Nare Yamatonadeshiko (あとは野となれ大和撫子)                                     | Yūsuke Miyauchi   | KADOKAWA                                                      |
| 2018 | Kōzō Soshi (構造素子)                                                                          | Kyōsuke Higuchi   | Hayakawa Publishing                                           |
| 2018 | Game no Ōkoku (ゲームの王国) (2 livros)                                                        | Satoshi Ogawa     | Hayakawa Publishing                                           |
| 2018 | Plastic no Koibito (プラスチックの恋人)                                                        | Hiroshi Yamamoto  | Hayakawa Publishing                                           |
| 2018 | Olympus no Yūbin Post (オリンポスの郵便ポスト)                                                 | Tamao Mono        | Dengeki Bunko, KADOKAWA                                       |
| 2018 | Yokohama Eki SF: Zenkoku Ban (横浜駅SF 全国版)                                                 | Yuba Isukari      | KADOKAWA                                                      |
| 2018 | Uchū Tantei Nogray (宇宙探偵ノーグレイ)                                                        | Hirofumi Tanaka   | Kawade Bunko, Kawade Shobō Shinsha                            |
| 2018 | Arslan Senki (アルスラーン戦記) (16 livros                                                     | Yoshiki Tanaka    | Kappa Novels, Kōbunsha                                        |
| 2019 | Reigōkin (零號琴)                                                                              | Hirotaka Tobi     | Hayakawa Publishing                                           |
| 2019 | Planetarium no Sotogawa (プラネタリウムの外側)                                                 | Kō Hayase         | Hayakawa Publishing                                           |
| 2019 | Hello, World (ハロー・ワールド)                                                                | Taiyō Fujii       | Kodansha                                                      |
| 2019 | World Insurance (ワールド・インシュランス) (3 livros)                                          | Katsuie Shibata   | Seikaisha Fictions, Kodansha                                  |
| 2019 | Landscape to Natsu no Teiri (ランドスケープと夏の定理)                                         | Yūya Takashima    | Tokyo Sogensha                                                |
| 2019 | Saishūshokusaki ha Utyū Kaizoku (再就職先は宇宙海賊)                                           | Kazuyuki Takami   | Hayakawa Publishing                                           |
| 2019 | Chūshi, Ayashii Nabe to Tabi o Suru (厨師、怪しい鍋と旅をする)                                 | Umiyuri Katsuyama | Tokyo Sogensha                                                |
| 2020 | Tenmei no Shirube (天冥の標) (17 livros)                                                       | Issui Ogawa       | Hayakawa Publishing                                           |
| 2020 | Hitoyo no Nagai Yume (ヒト夜の永い夢)                                                          | Katsuie Shibata   | Hayakawa Publishing                                           |
| 2020 | Yadokari no Hoshi (宿借りの星)                                                                 | Dempow Torishima  | Tokyo Sogensha                                                |
| 2020 | Tokyo no Ko (東京の子)                                                                         | Taiyō Fujii       | KADOKAWA                                                      |
| 2020 | Saki o Yukumonotachi (先をゆくもの達)                                                          | Chōhei Kambayashi | Hayakawa Publishing                                           |
| 2020 | Hello World (ハロー・ワールド)                                                                 | Mado Nozaki       | Shueisha                                                      |
| 2020 | Daizetsumetsu Kyoryu Time Wars (大絶滅恐竜タイムウォーズ)                                      | Gengen Kusano     | Hayakawa Publishing                                           |
| 2021 | Seikei Izumo no Heitan (星系出雲の兵站) (9 livros)                                             | Jōji Hayashi      | Hayakawa Publishing                                           |
| 2021 | One More Nuke (ワン・モア・ヌーク)                                                             | Taiyō Fujii       | Shinchosha                                                    |
| 2021 | Sono Hate wo Shirazu (その果てを知らず)                                                        | Taku Mayumura     | Kodansha                                                      |
| 2021 | Titan (タイタン)                                                                               | Mado Nozaki       | Kodansha                                                      |
| 2021 | Mahouka Koukou no Rettousei (魔法科高校の劣等生, Mahōkakōkō no Rettōsei) (32 livros)           | Tsutomu Satō      | KADOKAWA                                                      |
| 2021 | Kanki no Uta, Hakubutsukan Wakusei 3 (歓喜の歌 博物館惑星III)                                  | Hiroe Suga        | Hayakawa Publishing                                           |
| 2021 | Shuri no Uma (首里の馬)                                                                        | Haneko Takayama   | Shinchosha                                                    |
| 2021 | Jinkōchinō de 10oku get suru kanzen hanzai manual (人工知能で10億ゲットする完全犯罪マニュアル) | Jinzō Takeda      | Hayakawa Publishing                                           |
| 2021 | Rail Wars! (Rail Wars!) (20 livros)                                                            | Takumi Toyoda     | Sōgeisha & Jitsugyō no Nihonsha                               |

### Melhor Conto Japonês
| Ano  | Vencedor |
| ---- | --- |
| 1970 | Full Nelson (フル・ネルソン) de Yasutaka Tsutsui                                                                                          |
| 1971 | Vitamin (ビタミン) de Yasutaka Tsutsui |
| 1972 | Shirokabe no Moji wa Yūhi ni Haeru (白壁の文字は夕日に映える) de Yoshio Aramaki                                                           |
| 1973 | Kesshō Seidan (結晶星団) de Sakyo Komatsu                                                                                                 |
| 1974 | Nippon Igai Zenbu Chinbotsu (日本以外全部沈没) de Yasutaka Tsutsui                                                                        |
| 1975 | Kamigari (神狩り) de Masaki Yamada |
| 1976 | Vomisa (ヴォミーサ) de Sakyo Komatsu |
| 1977 | Metamorphoses Guntō (メタモルフォセス群島) de Yasutaka Tsutsui                                                                            |
| 1978 | Gordian no Musubime (ゴルディアスの結び目) de Sakyo Komatsu                                                                               |
| 1979 | Chikyū wa Plain Yogurt (地球はプレイン・ヨーグルト) de Shinji Kajio                                                                       |
| 1980 | Dirty Pair no Daibōken (ダーティ・ペアの大冒険) de Haruka Takachiho                                                                       |
| 1981 | Green Requiem (グリーン・レクイエム) de Motoko Arai                                                                                       |
| 1982 | Neptune (ネプチューン) de Motoko Arai |
| 1983 | Kotobazukaishi (言葉使い師) de Chōhei Kambayashi                                                                                          |
| 1984 | Super Phoenix (スーパー・フェニックス) de Chōhei Kambayashi                                                                               |
| 1985 | (Não houve premiação) |
| 1986 | Lemon Pie, Oyashiki Yokochō Zero Banchi (レモンパイ、お屋敷横町0番地) de Masahiro Noda                                                    |
| 1987 | Martian Railroad Nineteen (火星鉄道一九) de Kōshū Tani                                                                                    |
| 1988 | Yama no Ue no Kōkyō-gaku (山の上の交響楽) de Norio Nakai                                                                                  |
| 1989 | Kurage no Hi (くらげの日) de Jin Kusakami                                                                                                 |
| 1990 | Aqua Planet (アクア・プラネット) de Mariko Ōhara                                                                                          |
| 1991 | Jōdan no Tsuki o Kurau Inoshishi (上段の突きを喰らう猪獅子) Baku Yumemakura                                                               |
| 1992 | Kyōryū Laurentiis no Genshi (恐竜ラウレンティスの幻視) de Shinji Kajio                                                                    |
| 1993 | Sobakasu no Figure (そばかすのフィギュア) de Hiroe Suga                                                                                   |
| 1994 | Kuruguru Tsukai (くるぐる使い) de Kenji Ōtsuki                                                                                            |
| 1995 | Nonoko no Fukushū Zigzig (のの子の復讐ジグジグ) de Kenji Ōtsuki                                                                           |
| 1996 | Hitonatsu no Keikenchi (ひと夏の経験値) de Kō Hiura                                                                                       |
| 1997 | Diet no Hōteishiki (ダイエットの方程式) de Jin Kusakami                                                                                   |
| 1998 | Independence Day in Ōsaka (Ai wa Nakutomo Shihonshugi) (インディペンデンス・デイ・イン・オオサカ（愛はなくとも資本主義）) de Mariko Ōhara |
| 1999 | Yoake no Terrorist (夜明けのテロリスト) de Hiroyuki Morioka                                                                               |
| 2000 | Taiyō no Sandatsusha (太陽の簒奪者) de Hōsuke Nojiri                                                                                      |
| 2001 | Ashibiki Daydream (あしびきデイドリーム) de Shinji Kajio                                                                                  |
| 2002 | Ginga Teikoku no Kōbō mo Fude no Ayamari (銀河帝国の弘法も筆の誤り) de Hirofumi Tanaka                                                    |
| 2003 | Ore wa Missile (おれはミサイル) de Mizuhito Akiyama                                                                                       |
| 2004 | Yomibito Shirazu (黄泉びと知らず) de Shinji Kajio                                                                                         |
| 2005 | Katadorareta Chikara (象られた力) de Hirotaka Tobi                                                                                        |
| 2006 | Tadayotta Otoko (漂った男) de Issui Ogawa                                                                                                 |
| 2007 | Ōburoshiki to Kumo no Ito (大風呂敷と蜘蛛の糸) de Hōsuke Nojiri                                                                           |
| 2008 | Chinmoku no Flyby (沈黙のフライバイ) de Hōsuke Nojiri                                                                                     |
| 2009 | Nankyokuten no Pia Pia Dōga (南極点のピアピア動画) de Hōsuke Nojiri                                                                       |
| 2010 | Jisei no Yume (自生の夢) de Hirotaka Tobi                                                                                                 |
| 2011 | Arisuma Ō no Aishita Mamono (アリスマ王の愛した魔物) de Issui Ogawa                                                                       |
| 2012 | Utau Sensuikan to Pia Pia dōga (歌う潜水艦とピアピア動画) de Hōsuke Nojiri                                                                |
| 2013 | Ima Shūgōteki Muishiki o, (いま集合的無意識を、) de Chōhei Kambayashi                                                                     |
| 2014 | Hoshi o Tsukuru Monotachi (星を創る者たち) de Kōshū Tani                                                                                  |
| 2015 | Umi no Yubi (海の指) de Hirotaka Tobi |
| 2016 | Tatarajima Futatabi (多々良島ふたたび) de Hiroshi Yamamoto                                                                                |
| 2016 | Kaijū Rukusubigura no Ashigata o Totta Otoko (怪獣ルクスルビラの足型を取った男) de Hirofumi Tanaka                                        |
| 2017 | Saigo ni shite Saisho no Idol (最後にして最初のアイドル) de Gengen Kusano                                                                 |
| 2018 | Yunnan Shō Sū zoku ni okeru VR Gijutsu no Shiyōrei (雲南省スー族におけるVR技術の使用例) de Katsuie Shibata                                |
| 2019 | Ankoku Seiyū (暗黒声優) de Gengen Kusano                                                                                                  |
| 2020 | Mizu no Tsuki (不見の月) de Hiroe Suga (S-F Magazine 2/19)                                                                                |
| 2021 | Orbital Christmas (オービタル・クリスマス) de Haruna Ikezawa (Nova Summer '21)                                                            |
| 2021 | American Buddha (アメリカン・ブッダ) de Katsuie Shibata                                                                                   |

### Melhor Obra Longa Traduzida
*   Vencedores e vencedores conjuntos
  +   Nenhum vencedor escolhido
| Ano  | Vencedor(es)                                                                                   | Autor(es)                                                     | Tradutor(es)        | Editora ou publicação                        |
| ---- | ---------------------------------------------------------------------------------------------- | ------------------------------------------------------------- | ------------------- | -------------------------------------------- |
| 1970 | The Crystal World                                                                              | J. G. Ballard                                                 | Yasuo Nakamura      | Tokyo Sogensha                               |
| 1971 | The Andromeda Strain                                                                           | Michael Crichton                                              | Hisashi Asakura     | Hayakawa Publishing                          |
| 1972 | Nightwings                                                                                     | Robert Silverberg                                             | Takako Satō         | Hayakawa Publishing                          |
| 1973 | The Sirens of Titan                                                                            | Kurt Vonnegut, Jr.                                            | Hisashi Asakura     | Hayakawa Publishing                          |
| 1974 | Dune                                                                                           | Frank Herbert                                                 | Tetsu Yano          | Hayakawa Publishing                          |
| 1975 | Up the Line                                                                                    | Robert Silverberg                                             | Yasuo Nakamura      | Tokyo Sogensha                               |
| 1976 | ...And Call Me Conrad                                                                          | Roger Zelazny                                                 | Fusa Obi            | Hayakawa Publishing                          |
| 1977 | The Dragon Masters                                                                             | Jack Vance                                                    | Hisashi Asakura     | Hayakawa Publishing                          |
| 1978 | I Will Fear No Evil                                                                            | Robert A. Heinlein                                            | Tetsu Yano          | Hayakawa Publishing                          |
| 1979 | Ringworld                                                                                      | Larry Niven                                                   | Rei Kozumi          | Hayakawa Publishing                          |
| 1980 | Rendezvous with Rama                                                                           | Arthur C. Clarke                                              | Hiroshi Minamiyama  | Hayakawa Publishing                          |
| 1981 | Inherit the Stars                                                                              | James P. Hogan                                                | Hiroaki Ike         | Tokyo Sogensha                               |
| 1982 | The Genesis Machine                                                                            | James P. Hogan                                                | Hiroaki Ike         | Tokyo Sogensha                               |
| 1983 | Dragon's Egg                                                                                   | Robert L. Forward                                             | Akira Yamataka      | Hayakawa Publishing                          |
| 1984 | The Garments of Caean                                                                          | Barrington J. Bayley                                          | Wataru Fuyukawa     | Hayakawa Publishing                          |
| 1985 | The Zen Gun                                                                                    | Barrington J. Bayley                                          | Akinobu Sakai       | Hayakawa Publishing                          |
| 1986 | Elric saga                                                                                     | Michael Moorcock                                              | Hitoshi Yasuda      | Hayakawa Publishing                          |
| 1986 | Elric saga                                                                                     | Michael Moorcock                                              | Akemi Itsuji        | Hayakawa Publishing                          |
| 1987 | Neuromancer                                                                                    | William Gibson                                                | Hisashi Kuroma      | Hayakawa Publishing                          |
| 1988 | Norstrilia                                                                                     | Cordwainer Smith                                              | Hisashi Asakura     | Hayakawa Publishing                          |
| 1989 | Footfall                                                                                       | Larry Niven                                                   | Akinobu Sakai       | Tokyo Sogensha                               |
| 1989 | Footfall                                                                                       | Jerry Pournelle                                               | Akinobu Sakai       | Tokyo Sogensha                               |
| 1990 | Collision with Chronos                                                                         | Barrington J. Bayley                                          | Nozomi Ohmori       | Tokyo Sogensha                               |
| 1991 | The Uplift War                                                                                 | David Brin                                                    | Akinobu Sakai       | Hayakawa Publishing                          |
| 1992 | The McAndrew Chronicles                                                                        | Charles Sheffield                                             | Akinobu Sakai       | Tokyo Sogensha                               |
| 1993 | Tau Zero                                                                                       | Poul Anderson                                                 | Hisashi Asakura     | Tokyo Sogensha                               |
| 1994 | Entoverse                                                                                      | James P. Hogan                                                | Hiroaki Ike         | Tokyo Sogensha                               |
| 1995 | Hyperion                                                                                       | Dan Simmons                                                   | Akinobu Sakai       | Hayakawa Publishing                          |
| 1996 | The Fall of Hyperion                                                                           | Dan Simmons                                                   | Akinobu Sakai       | Hayakawa Publishing                          |
| 1996 | Timelike Infinity                                                                              | Stephen Baxter                                                | Kazuko Onoda        | Hayakawa Publishing                          |
| 1996 | King of Morning, Queen of Day                                                                  | Ian McDonald                                                  | Yoshimichi Furusawa | Hayakawa Publishing                          |
| 1996 | The Renegades of Pern                                                                          | Anne McCaffrey                                                | Fusa Obi            | Hayakawa Publishing                          |
| 1996 | Voyage to the Red Planet                                                                       | Terry Bisson                                                  | Tōru Nakamura       | Hayakawa Publishing                          |
| 1996 | Doomsday Book                                                                                  | Connie Willis                                                 | Nozomi Ohmori       | Hayakawa Publishing                          |
| 1996 | A Fire Upon the Deep                                                                           | Vernor Vinge                                                  | Naoya Nakahara      | Tokyo Sogensha                               |
| 1996 | Dead Girls                                                                                     | Richard Calder                                                | Mamoru Masuda       | Treville                                     |
| 1997 | End of an Era                                                                                  | Robert J. Sawyer                                              | Masayuki Uchida     | Hayakawa Publishing                          |
| 1997 | The Memory of Whiteness                                                                        | Kim Stanley Robinson                                          | Masayuki Uchida     | Tokyo Sogensha                               |
| 1997 | The Einstein Intersection                                                                      | Samuel R. Delany                                              | Norio Itō           | Hayakawa Publishing                          |
| 1997 | Twistor                                                                                        | John Cramer                                                   | Rei Kozumi          | Hayakawa Publishing                          |
| 1997 | Twistor                                                                                        | John Cramer                                                   | Ayako Ogiso         | Hayakawa Publishing                          |
| 1997 | The Hacker and the Ants                                                                        | Rudy Rucker                                                   | Nozomi Ohmori       | Hayakawa Publishing                          |
| 1997 | The Vor Game                                                                                   | Lois McMaster Bujold                                          | Ayako Ogiso         | Tokyo Sogensha                               |
| 1997 | Mother of Storms                                                                               | John Barnes                                                   | Naoya Nakahara      | Hayakawa Publishing                          |
| 1997 | The Color of Disaster                                                                          | Amy Thomson                                                   | Kazue Tanaka        | Hayakawa Publishing                          |
| 1998 | Fallen Angels                                                                                  | Larry Niven                                                   | Osamu Asai          | Tokyo Sogensha                               |
| 1998 | Fallen Angels                                                                                  | Jerry Pournelle                                               | Osamu Asai          | Tokyo Sogensha                               |
| 1998 | Fallen Angels                                                                                  | Michael F. Flynn                                              | Osamu Asai          | Tokyo Sogensha                               |
| 1998 | Sunglasses After Dark                                                                          | Nancy A. Collins                                              | Yōko Miki           | Hayakawa Publishing                          |
| 1998 | Jumper                                                                                         | Steven Gould                                                  | Shigeyuki Kude      | Hayakawa Publishing                          |
| 1998 | Desolation Road                                                                                | Ian McDonald                                                  | Yoshimichi Furusawa | Hayakawa Publishing                          |
| 1998 | Feersum Endjinn                                                                                | Ian M. Banks                                                  | Mamoru Masuda       | Hayakawa Publishing                          |
| 1998 | Little, Big                                                                                    | John Crowley                                                  | Katsumasa Suzuki    | Kokusho Kankōkai                             |
| 1998 | Moving Mars                                                                                    | Greg Bear                                                     | Kazuko Onoda        | Hayakawa Publishing                          |
| 1998 | The Terminal Experiment                                                                        | Robert J. Sawyer                                              | Masayuki Uchida     | Hayakawa Publishing                          |
| 1999 | The Time Ships                                                                                 | Stephen Baxter                                                | Naoya Nakahara      | Hayakawa Publishing                          |
| 1999 | Red Mars                                                                                       | Kim Stanley Robinson                                          | Yutaka Ōshima       | Tokyo Sogensha                               |
| 1999 | Dydeetown World                                                                                | F. Paul Wilson                                                | Hisashi Asakura     | Hayakawa Publishing                          |
| 1999 | The Bohr Maker                                                                                 | Linda Nagata                                                  | Naoya Nakahara      | Hayakawa Publishing                          |
| 1999 | Wielkość urojona                                                                               | Stanisław Lem                                                 | Kazuo Hasemi        | Kokusho Kankōkai                             |
| 1999 | Wielkość urojona                                                                               | Stanisław Lem                                                 | Mitsuyoshi Numano   | Kokusho Kankōkai                             |
| 1999 | Wielkość urojona                                                                               | Stanisław Lem                                                 | Masahiko Nishi      | Kokusho Kankōkai                             |
| 1999 | When Worlds Collide                                                                            | Philip Wylie                                                  | Tatsuo Satō         | Tokyo Sogensha                               |
| 1999 | When Worlds Collide                                                                            | Edwin Balmer                                                  | Tatsuo Satō         | Tokyo Sogensha                               |
| 1999 | Slow River                                                                                     | Nicola Griffith                                               | Yōko Miki           | Hayakawa Publishing                          |
| 1999 | Snow Crash                                                                                     | Neal Stephenson                                               | Masamichi Higurashi | ASCII Corporation                            |
| 2000 | Kirinyaga                                                                                      | Mike Resnick                                                  | Masayuki Uchida     | Hayakawa Publishing                          |
| 2000 | Endymion / The Rise of Endymion                                                                | Dan Simmons                                                   | Akinobu Sakai       | Hayakawa Publishing                          |
| 2000 | Starplex                                                                                       | Robert J. Sawyer                                              | Masayuki Uchida     | Hayakawa Publishing                          |
| 2000 | One of Us                                                                                      | Michael Marshall Smith                                        | Yooichi Shimada     | Sony Magazines                               |
| 2000 | Quarantine                                                                                     | Greg Egan                                                     | Makoto Yamagishi    | Tokyo Sogensha                               |
| 2000 | Forever Peace                                                                                  | Joe Haldeman                                                  | Naoya Nakahara      | Tokyo Sogensha                               |
| 2000 | Permutation City                                                                               | Greg Egan                                                     | Makoto Yamagishi    | Hayakawa Publishing                          |
| 2000 | The Immortality Option                                                                         | James P. Hogan                                                | Rei Kozumi          | Tokyo Sogensha                               |
| 2001 | The Positronic Man                                                                             | Isaac Asimov                                                  | Tōru Nakamura       | Tokyo Sogensha                               |
| 2001 | The Positronic Man                                                                             | Robert Silverberg                                             | Tōru Nakamura       | Tokyo Sogensha                               |
| 2001 | Ender's Shadow                                                                                 | Orson Scott Card                                              | Kazue Tanaka        | Hayakawa Publishing                          |
| 2001 | Simulacron-3                                                                                   | Daniel F. Galouye                                             | Tōru Nakamura       | Tokyo Sogensha                               |
| 2001 | The Light of the Other Days                                                                    | Arthur C. Clarke                                              | Wataru Fuyukawa     | Hayakawa Publishing                          |
| 2001 | The Light of the Other Days                                                                    | Stephen Baxter                                                | Wataru Fuyukawa     | Hayakawa Publishing                          |
| 2001 | All Tomorrow's Parties                                                                         | William Gibson                                                | Hisashi Asakura     | Kadokawa Shoten                              |
| 2001 | Darwin's Radio                                                                                 | Greg Bear                                                     | Nozomi Ohmori       | Sony Magazines                               |
| 2001 | Barrayar                                                                                       | Lois McMaster Bujold                                          | Ayako Ogiso         | Tokyo Sogensha                               |
| 2001 | The Moon and the Sun                                                                           | Vonda N. McIntyre                                             | Yōko Miki           | Hayakawa Publishing                          |
| 2002 | There and Back Again                                                                           | Pat Murphy                                                    | Hisashi Asakura     | Hayakawa Publishing                          |
| 2002 | Children of the Mind                                                                           | Orson Scott Card                                              | Kazue Tanaka        | Hayakawa Publishing                          |
| 2002 | Orgasmachine                                                                                   | Ian Watson                                                    | Yutaka Ōshima       | Core Magazine                                |
| 2002 | Green Mars                                                                                     | Kim Stanley Robinson                                          | Yutaka Ōshima       | Tokyo Sogensha                               |
| 2002 | The Player of Games                                                                            | Ian M. Banks                                                  | Hisashi Asakura     | Kadokawa Shoten                              |
| 2002 | Cetaganda                                                                                      | Lois McMaster Bujold                                          | Ayako Ogiso         | Tokyo Sogensha                               |
| 2002 | The Diamond Age                                                                                | Neal Stephenson                                               | Masamichi Higurashi | Hayakawa Publishing                          |
| 2002 | Flashforward                                                                                   | Robert J. Sawyer                                              | Masayuki Uchida     | Hayakawa Publishing                          |
| 2002 | Brightness Reef                                                                                | David Brin                                                    | Akinobu Sakai       | Hayakawa Publishing                          |
| 2002 | All the Weyrs of Pern                                                                          | Anne McCaffrey                                                | Fusa Obi            | Hayakawa Publishing                          |
| 2003 | Illegal Alien                                                                                  | Robert J. Sawyer                                              | Masayuki Uchida     | Hayakawa Publishing                          |
| 2003 | Cryptonomicon                                                                                  | Neal Stephenson                                               | Naoya Nakahara      | Hayakawa Publishing                          |
| 2003 | Gloriana                                                                                       | Michael Moorcock                                              | Keisuke Ōtaki       | Tokyo Sogensha                               |
| 2003 | Davy                                                                                           | Edgar Pangborn                                                | Hiroaki Endō        | Fusosha Publishing                           |
| 2003 | Freeware                                                                                       | Rudy Rucker                                                   | Nozomi Ohmori       | Hayakawa Publishing                          |
| 2003 | The Telling                                                                                    | Ursula K. Le Guin                                             | Fusa Obi            | Hayakawa Publishing                          |
| 2003 | Passage                                                                                        | Connie Willis                                                 | Nozomi Ohmori       | Sony Magazines                               |
| 2003 | A Deepness in the Sky                                                                          | Vernor Vinge                                                  | Naoya Nakahara      | Tokyo Sogensha                               |
| 2003 | The Reefs of Earth                                                                             | R.A. Lafferty                                                 | Kiichirō Yanashita  | Kawade Shobō Shinsha                         |
| 2003 | Thraxas                                                                                        | Martin Scott                                                  | Masayuki Uchida     | Hayakawa Publishing                          |
| 2004 | Heaven's Reach                                                                                 | David Brin                                                    | Akinobu Sakai       | Hayakawa Publishing                          |
| 2004 | The Impossible Bird                                                                            | Patrick O'Leary                                               | Naoya Nakahara      | Hayakawa Publishing                          |
| 2004 | Leviathan                                                                                      | James Byron Huggins                                           | Tōru Nakamura       | Tokyo Sogensha                               |
| 2004 | The Drive-In                                                                                   | Joe R. Lansdale                                               | Kōji Onoue          | Tokyo Sogensha                               |
| 2004 | The Other Wind                                                                                 | Ursula K. Le Guin                                             | Masako Shimizu      | Iwanami Shoten                               |
| 2004 | Das Jesus Video                                                                                | Andreas Eschbach                                              | Yoshio Hirai        | Hayakawa Publishing                          |
| 2004 | Ethan of Athos                                                                                 | Lois McMaster Bujold                                          | Ayako Ogiso         | Tokyo Sogensha                               |
| 2004 | Fastwalker                                                                                     | Jacques Vallée                                                | Tsuyoki Isobe       | Tokyo Sogensha                               |
| 2005 | Distress                                                                                       | Greg Egan                                                     | Makoto Yamagishi    | Tokyo Sogensha                               |
| 2005 | To Say Nothing of the Dog                                                                      | Connie Willis                                                 | Nozomi Ohmori       | Hayakawa Publishing                          |
| 2005 | The Prestige                                                                                   | Christopher Priest                                            | Yoshimichi Furusawa | Hayakawa Publishing                          |
| 2005 | The Fifth Head of Cerberus                                                                     | Gene Wolfe                                                    | Kiichirō Yanashita  | Kokusho Kankōkai                             |
| 2005 | The Physiognomy                                                                                | Jeffrey Ford                                                  | Yūko Yamao          | Kokusho Kankōkai                             |
| 2005 | The Physiognomy                                                                                | Jeffrey Ford                                                  | Mizuto Kanehara     | Kokusho Kankōkai                             |
| 2005 | The Physiognomy                                                                                | Jeffrey Ford                                                  | Akemi Tanigaki      | Kokusho Kankōkai                             |
| 2005 | The Embedding                                                                                  | Ian Watson                                                    | Hiroo Yamagata      | Kokusho Kankōkai                             |
| 2005 | Down the Bright Way                                                                            | Robert Reed                                                   | Norio Itō           | Hayakawa Publishing                          |
| 2006 | Diaspora                                                                                       | Greg Egan                                                     | Makoto Yamagishi    | Hayakawa Publishing                          |
| 2006 | Revelation Space                                                                               | Alastair Reynolds                                             | Naoya Nakahara      | Hayakawa Publishing                          |
| 2006 | Space Chantey                                                                                  | R.A. Lafferty                                                 | Kiichirō Yanashita  | Kokusho Kankōkai                             |
| 2006 | Tuf Voyaging                                                                                   | George R. R. Martin                                           | Akinobu Sakai       | Hayakawa Publishing                          |
| 2006 | The Neanderthal Parallax, trilogia                                                             | Robert J. Sawyer                                              | Masayuki Uchida     | Hayakawa Publishing                          |
| 2006 | Venus Plus X                                                                                   | Theodore Sturgeon                                             | Yuzuru Ōkubo        | Kokusho Kankōkai                             |
| 2006 | The Swords of Lankhmar                                                                         | Fritz Leiber                                                  | Hisashi Asakura     | Tokyo Sogensha                               |
| 2007 | Mortal Engines                                                                                 | Phillip Reeve                                                 | Rei Anno            | Tokyo Sogensha                               |
| 2007 | Singularity Sky                                                                                | Charles Stross                                                | Hiroshi Kaneko      | Hayakawa Publishing                          |
| 2007 | Mars Crossing                                                                                  | Geoffrey A. Landis                                            | Kazuko Onoda        | Hayakawa Publishing                          |
| 2007 | Ilium                                                                                          | Dan Simmons                                                   | Akinobu Sakai       | Hayakawa Publishing                          |
| 2007 | The Collapsium                                                                                 | Wil McCarthy                                                  | Yooichi Shimada     | Hayakawa Publishing                          |
| 2007 | Chasm City                                                                                     | Alastair Reynolds                                             | Naoya Nakahara      | Hayakawa Publishing                          |
| 2008 | Brightness Falls from the Air                                                                  | James Tiptree, Jr.                                            | Hisashi Asakura     | Hayakawa Publishing                          |
| 2008 | Olympos                                                                                        | Dan Simmons                                                   | Akinobu Sakai       | Hayakawa Publishing                          |
| 2008 | The Separation                                                                                 | Christopher Priest)                                           | Yoshimichi Furusawa | Hayakawa Publishing                          |
| 2008 | Old Man's War                                                                                  | John Scalzi                                                   | Masayuki Uchida     | Hayakawa Publishing                          |
| 2008 | Kiln People                                                                                    | David Brin                                                    | Akinobu Sakai       | Hayakawa Publishing                          |
| 2008 | Camouflage                                                                                     | Joe Haldeman                                                  | Tsukasa Kaneko      | Hayakawa Publishing                          |
| 2008 | The Golden Oecumene, trilogia                                                                  | John C. Wright                                                | Masamichi Higurashi | Hayakawa Publishing                          |
| 2008 | Golem100                                                                                       | Alfred Bester                                                 | Sachie Watanabe     | Kokusho Kankōkai                             |
| 2008 | The Atrocity Archives                                                                          | Charles Stross                                                | Hiroshi Kaneko      | Hayakawa Publishing                          |
| 2009 | Spin                                                                                           | Robert Charles Wilson                                         | Takeshi Mogi        | Tokyo Sogensha                               |
| 2009 | The Ghost Brigades                                                                             | John Scalzi                                                   | Masayuki Uchida     | Hayakawa Publishing                          |
| 2009 | Redemption Ark                                                                                 | Alastair Reynolds                                             | Naoya Nakahara      | Hayakawa Publishing                          |
| 2009 | Light                                                                                          | M. John Harrison                                              | Naoya Nakahara      | Kokusho Kankōkai                             |
| 2009 | The Urth of the New Sun                                                                        | Gene Wolfe                                                    | Hiroyuki Okabe      | Hayakawa Publishing                          |
| 2009 | Sun of Suns                                                                                    | Karl Schroeder                                                | Naoya Nakahara      | Hayakawa Publishing                          |
| 2009 | Seeker                                                                                         | Jack McDevitt                                                 | Hiroshi Kaneko      | Hayakawa Publishing                          |
| 2010 | The Last Colony                                                                                | John Scalzi                                                   | Masayuki Uchida     | Hayakawa Publishing                          |
| 2010 | Accelerando                                                                                    | Charles Stross                                                | Akinobu Sakai       | Hayakawa Publishing                          |
| 2010 | Rainbows End                                                                                   | Vernor Vinge                                                  | Hideko Akao         | Tokyo Sogensha                               |
| 2010 | Perdido Street Station                                                                         | China Miéville                                                | Masamichi Higurashi | Hayakawa Publishing                          |
| 2010 | Probability, trilogia                                                                          | Nancy Kress                                                   | Tsukasa Kaneko      | Hayakawa Publishing                          |
| 2010 | The Yiddish Policemen's Union                                                                  | Michael Chabon                                                | Toshiyuki Kurohara  | Shinchosha                                   |
| 2011 | Eifelheim                                                                                      | Michael F. Flynn                                              | Yooichi Shimada     | Tokyo Sogensha                               |
| 2011 | World War Z                                                                                    | Max Brooks                                                    | Akio Hamano         | Bungeishunjū                                 |
| 2011 | Small Change, trilogia                                                                         | Jo Walton                                                     | Takeshi Mogi        | Tokyo Sogensha                               |
| 2011 | El Mapa del Tiempo                                                                             | Felix J. Palma                                                | Maki miyazaki       | Hayakawa Publishing                          |
| 2011 | Hunter's Run                                                                                   | George R. R. Martin                                           | Akinobu Sakai       | Hayakawa Publishing                          |
| 2011 | Hunter's Run                                                                                   | Gardner Dozois                                                | Akinobu Sakai       | Hayakawa Publishing                          |
| 2011 | Hunter's Run                                                                                   | Daniel Abraham                                                | Akinobu Sakai       | Hayakawa Publishing                          |
| 2011 | Un Lun Dun                                                                                     | China Miéville                                                | Masayuki Uchida     | Kawade Shobō Shinsha                         |
| 2011 | Genesis                                                                                        | Bernard Beckett                                               | Kazuko Onoda        | Hayakawa Publishing                          |
| 2012 | The Windup Girl                                                                                | Paolo Bacigalupi                                              | Kazue Tanaka        | Hayakawa Publishing                          |
| 2012 | The Windup Girl                                                                                | Paolo Bacigalupi                                              | Hiroshi Kaneko      | Hayakawa Publishing                          |
| 2012 | The City & the City                                                                            | China Miéville                                                | Masamichi Higurashi | Hayakawa Publishing                          |
| 2012 | The Chronoliths                                                                                | Robert Charles Wilson                                         | Takeshi Mogi        | Tokyo Sogensha                               |
| 2012 | Dhalgren                                                                                       | Samuel R. Delany                                              | Yuzuru Ōkubo        | Kokusho Kankōkai                             |
| 2012 | Little Brother                                                                                 | Cory Doctorow                                                 | Hiroshi Kaneko      | Hayakawa Publishing                          |
| 2012 | Millennium People                                                                              | J. G. Ballard                                                 | Mamoru Masuda       | Tokyo Sogensha                               |
| 2013 | The Android's Dream                                                                            | John Scalzi                                                   | Masayuki Uchida     | Hayakawa Publishing                          |
| 2013 | The Quantum Thief                                                                              | Hannu Rajaniemi                                               | Akinobu Sakai       | Hayakawa Publishing                          |
| 2013 | Vortex                                                                                         | Robert Charles Wilson                                         | Takeshi Mogi        | Tokyo Sogensha                               |
| 2013 | Blackout                                                                                       | Connie Willis                                                 | Nozomi Ohmori       | Hayakawa Publishing                          |
| 2013 | Leviathan, trilogia                                                                            | Scott Westerfeld                                              | Miyuki Kobayashi    | Hayakawa Publishing                          |
| 2014 | Blindsight                                                                                     | Peter Watts                                                   | Yooichi Shimada     | Tokyo Sogensha                               |
| 2014 | Incandescence                                                                                  | Greg Egan                                                     | Makoto Yamagishi    | Hayakawa Publishing                          |
| 2014 | Serpent's Egg                                                                                  | R. A. Lafferty                                                | Hiroshi Inoue       | Seishinsha                                   |
| 2014 | Embassytown                                                                                    | China Miéville                                                | Masayuki Uchida     | Hayakawa Publishing                          |
| 2014 | Kraken                                                                                         | China Miéville                                                | Masamichi Higurashi | Hayakawa Publishing                          |
| 2014 | The Islanders                                                                                  | Christopher Priest                                            | Yoshimichi Furusawa | Hayakawa Publishing                          |
| 2014 | All Clear                                                                                      | Connie Willis                                                 | Nozomi Ohmori       | Hayakawa Publishing                          |
| 2015 | The Martian                                                                                    | Andy Weir                                                     | Kazuko Onoda        | Hayakawa Publishing                          |
| 2015 | Pathfinder                                                                                     | Orson Scott Card                                              | Naoya Nakahara      | Hayakawa Publishing                          |
| 2015 | Ready Player One                                                                               | Ernest Cline                                                  | Makiko Ikeda        | SB Creative                                  |
| 2015 | The Dervish House                                                                              | Ian McDonald                                                  | Masaya Shimokusu    | Tokyo Sogensha                               |
| 2015 | Redshirts                                                                                      | John Scalzi                                                   | Masayuki Uchida     | Hayakawa Publishing                          |
| 2015 | Among Others                                                                                   | Jo Walton                                                     | Takeshi Mogi        | Tokyo Sogensha                               |
| 2016 | Ancillary Justice                                                                              | Ann Leckie                                                    | Hideko Akao         | Tokyo Sogensha                               |
| 2016 | Zendegi                                                                                        | Greg Egan                                                     | Makoto Yamagishi    | Hayakawa Publishing                          |
| 2016 | Ack-Ack Macaque                                                                                | Gareth L. Powell                                              | Kazuyo Misumi       | Tokyo Sogensha                               |
| 2016 | The Water Knife                                                                                | Paolo Bacigalupi                                              | Naoya Nakahara      | Hayakawa Publishing                          |
| 2016 | The Violent Century                                                                            | Lavie Tidhar                                                  | Takeshi Mogi        | Tokyo Sogensha                               |
| 2016 | Vulcan's Hammer                                                                                | Philip K. Dick                                                | Tatsuo Satō         | Tokyo Sogensha                               |
| 2017 | United States of Japan                                                                         | Peter Tieryas                                                 | Naoya Nakahara      | Hayakawa Publishing                          |
| 2017 | Jack Vance Treasury 1: Magnus Ridolph                                                          | Jack Vance                                                    | Hisashi Asakura     | Kokusho Kankōkai (coleção original japonesa) |
| 2017 | Jack Vance Treasury 1: Magnus Ridolph                                                          | Jack Vance                                                    | Akinobu Sakai       | Kokusho Kankōkai (coleção original japonesa) |
| 2017 | The Grace of Kings                                                                             | Ken Liu                                                       | Yoshimichi Furusawa | Hayakawa Publishing                          |
| 2017 | Roderick                                                                                       | John Sladek                                                   | Kiichirō Yanashita  | Kawade Shobō Shinsha                         |
| 2017 | The First Fifteen Lives of Harry August                                                        | Claire North                                                  | Hiromi Amagai       | KADOKAWA / Kadokawa Shoten                   |
| 2017 | Imperial Radch, trilogia                                                                       | Ann Leckie                                                    | Hideko Akao         | Tokyo Sogensha                               |
| 2017 | Enchanted Night                                                                                | Steven Millhauser                                             | Motoyuki Shibata    | Hakusuisha                                   |
| 2018 | Sleeping Giants                                                                                | Sylvain Neuvel                                                | Chiori Sada         | Tokyo Sogensha                               |
| 2018 | The Adjacent                                                                                   | Christopher Priest                                            | Yoshimichi Furusawa | Hayakawa Publishing                          |
| 2018 | The Adjacent                                                                                   | Christopher Priest                                            | Yōko Miki           | Hayakawa Publishing                          |
| 2018 | A Borrowed Man                                                                                 | Gene Wolfe                                                    | Akinobu Sakai       | Hayakawa Publishing                          |
| 2018 | My Real Children                                                                               | Jo Walton                                                     | Takeshi Mogi        | Tokyo Sogensha                               |
| 2018 | Blue Mars                                                                                      | Kim Stanley Robinson                                          | Yutaka Ōshima       | Tokyo Sogensha                               |
| 2018 | The History of Soviet Fantastika (История советской фантастики)                                | Roman Arbitman (Роман Арбитман) como Rustam Katz (Рустам Кац) | Hiroaki Umemura     | Kyōwakoku                                    |
| 2018 | Jack Vance Treasury 3: Space Opera                                                             | Jack Vance                                                    | Hisashi Asakura     | Kokusho Kankōkai (coleção original japonesa) |
| 2018 | Jack Vance Treasury 3: Space Opera                                                             | Jack Vance                                                    | Rō Shiraishi        | Kokusho Kankōkai (coleção original japonesa) |
| 2019 | Mecha Samurai Empire                                                                           | Peter Tieryas                                                 | Naoya Nakahara      | Hayakawa Publishing                          |
| 2019 | Artemis                                                                                        | Andy Weir                                                     | Kazuko Onoda        | Hayakawa Publishing                          |
| 2019 | We Are Legion                                                                                  | Dennis E. Taylor                                              | Hiroshi Kaneko      | Hayakawa Publishing                          |
| 2019 | Provenance                                                                                     | Ann Leckie                                                    | Hideko Akao         | Tokyo Sogensha                               |
| 2019 | Waking Gods                                                                                    | Sylvain Neuvel                                                | Chiori Sada         | Tokyo Sogensha                               |
| 2019 | Six Wakes                                                                                      | Mur Lafferty                                                  | Takeshi Mogi        | Tokyo Sogensha                               |
| 2019 | Seveneves                                                                                      | Neal Stephenson                                               | Masamichi Higurashi | Hayakawa Publishing                          |
| 2020 | The Three-Body Problem                                                                         | Cixin Liu                                                     | Tōya Tachihara      | Hayakawa Publishing                          |
| 2020 | The Three-Body Problem                                                                         | Cixin Liu                                                     | Nozomi Ohmori       | Hayakawa Publishing                          |
| 2020 | The Three-Body Problem                                                                         | Cixin Liu                                                     | Sakura Mitsuyoshi   | Hayakawa Publishing                          |
| 2020 | The Three-Body Problem                                                                         | Cixin Liu                                                     | Chai Wang           | Hayakawa Publishing                          |
| 2020 | The Long Way to a Small, Angry Planet                                                          | Becky Chambers                                                | Yōko Hosomi         | Tokyo Sogensha                               |
| 2020 | The Paradox Men                                                                                | Charles L. Harness                                            | Tohru Nakamura      | Takeshobo                                    |
| 2020 | Jade City                                                                                      | Fonda Lee                                                     | Mayumi Ohtani       | Hayakawa Publishing                          |
| 2020 | Only Human                                                                                     | Sylvain Neuvel                                                | Chiori Sada         | Tokyo Sogensha                               |
| 2020 | A Man Lies Dreaming                                                                            | Lavie Tidhar                                                  | Shingo Oshino       | Takeshobo                                    |
| 2020 | The Murderbot Diaries [All Systems Red, Artificial Condition, Rogue Protocol, e Exit Strategy] | Martha Wells                                                  | Naoya Nakahara      | Tokyo Sogensha                               |
| 2021 | The Dark Forest                                                                                | Cixin Liu                                                     | Tōya Tachihara      | Hayakawa Publishing                          |
| 2021 | The Dark Forest                                                                                | Cixin Liu                                                     | Nozomi Ohmori       | Hayakawa Publishing                          |
| 2021 | The Dark Forest                                                                                | Cixin Liu                                                     | Kaori Uehara        | Hayakawa Publishing                          |
| 2021 | The Dark Forest                                                                                | Cixin Liu                                                     | Ko Tomari           | Hayakawa Publishing                          |
| 2021 | All the Birds in the Sky                                                                       | Charlie Jane Anders                                           | Izumi Ichida        | Tokyo Sogensha                               |
| 2021 | The Strange Case of the Alchemist’s Daughter                                                   | Theodora Goss                                                 | Jun Suzuki          | Hayakawa Publishing                          |
| 2021 | The Strange Case of the Alchemist’s Daughter                                                   | Theodora Goss                                                 | Fumiyo Harashima    | Hayakawa Publishing                          |
| 2021 | The Strange Case of the Alchemist’s Daughter                                                   | Theodora Goss                                                 | Mayumi Ohtani       | Hayakawa Publishing                          |
| 2021 | The Strange Case of the Alchemist’s Daughter                                                   | Theodora Goss                                                 | Izumi Ichida        | Hayakawa Publishing                          |
| 2021 | The Fifth Season                                                                               | N.K. Jemisin                                                  | Kazuko Onoda        | Tokyo Sogensha                               |
| 2021 | The Calculating Stars                                                                          | Mary Robinette Kowal                                          | Akinobu Sakai       | Hayakawa Publishing                          |
| 2021 | Ninefox Gambit                                                                                 | Yoon Ha Lee                                                   | Hideko Akao         | Tokyo Sogensha                               |
| 2021 | The Psychology of Time Travel                                                                  | Kate Mascarenhas                                              | Takeshi Mogi        | Tokyo Sogensha                               |
| 2021 | Embers of War                                                                                  | Gareth L. Powell                                              | Kazuyo Misumi       | Tokyo Sogensha                               |
| 2021 | Avengers of the Moon                                                                           | Allen Steele                                                  | Tohru Nakamura      | Tokyo Sogensha                               |

### Melhor Conto Traduzido
*   Vencedores e vencedores conjuntos
  +   Nenhum vencedor escolhido
| Ano  | Vencedor(es)                                                  | Autor(es)             | Tradutor(es)                     | Editora ou publicação                                                                                        |
| ---- | ------------------------------------------------------------- | --------------------- | -------------------------------- | --- |
| 1970 | "The Squirrel Cage"                                           | Thomas M. Disch       | Norio Itō                        | S-F Magazine                                                                                                 |
| 1971 | "The Poems"                                                   | Ray Bradbury          | Norio Itō                        | S-F Magazine                                                                                                 |
| 1972 | "The Blue Bottle"                                             | Ray Bradbury          | Norio Itō                        | S-F Magazine                                                                                                 |
| 1973 | "The Black Ferris"                                            | Ray Bradbury          | Norio Itō                        | Dark Carnival, Hayakawa Publishing                                                                           |
| 1974 | "A Meeting with Medusa"                                       | Arthur C. Clarke      | Norio Itō                        | S-F Magazine                                                                                                 |
| 1975 | "Eurema's Dam"                                                | R. A. Lafferty        | Norio Itō                        | S-F Magazine                                                                                                 |
| 1976 | "Wet Paint"                                                   | A. Bertram Chandler   | Masahiro Noda                    | S-F Magazine                                                                                                 |
| 1977 | "Rozprawa"                                                    | Stanisław Lem         | Tadashi Fukami                   | S-F Magazine                                                                                                 |
| 1978 | (Não houve premiação)                                         | (Não houve premiação) | (Não houve premiação)            | (Não houve premiação)                                                                                        |
| 1979 | "Inconstant Moon"                                             | Larry Niven           | Rei Kozumi                       | S-F Magazine                                                                                                 |
| 1980 | (Não houve premiação)                                         | (Não houve premiação) | (Não houve premiação)            | (Não houve premiação)                                                                                        |
| 1981 | "A Relic of the Empire"                                       | Larry Niven           | Rei Kozumi                       | S-F Magazine                                                                                                 |
| 1982 | "The Brave Little Toaster"                                    | Thomas M. Disch       | Hisashi Asakura                  | S-F Magazine                                                                                                 |
| 1983 | "Nightflyers"                                                 | George R. R. Martin   | Hitoshi Yasuda                   | S-F Magazine                                                                                                 |
| 1984 | "Unicorn Variation"                                           | Roger Zelazny         | Jun Kazami                       | S-F Magazine                                                                                                 |
| 1985 | (Não houve premiação)                                         | (Não houve premiação) | (Não houve premiação)            | (Não houve premiação)                                                                                        |
| 1986 | (Não houve premiação)                                         | (Não houve premiação) | (Não houve premiação)            | (Não houve premiação)                                                                                        |
| 1987 | "Press Enter■"                                                | John Varley           | Jun Kazami                       | S-F Magazine                                                                                                 |
| 1988 | "The Only Neat Thing To Do"                                   | James Tiptree, Jr.    | Hisashi Asakura                  | S-F Magazine                                                                                                 |
| 1989 | "Eye for Eye"                                                 | Orson Scott Card      | Mariko Fukamachi                 | S-F Magazine                                                                                                 |
| 1990 | "Think Blue, Count Two"                                       | Cordwainer Smith      | Norio Itō                        | S-F Magazine                                                                                                 |
| 1991 | "Schrödinger's Kitten"                                        | George Alec Effinger  | Hisashi Asakura                  | S-F Magazine                                                                                                 |
| 1992 | "Tango Charlie and Foxtrot Romeo"                             | John Varley           | Hisashi Asakura                  | S-F Magazine                                                                                                 |
| 1993 | "Groaning Hinges of the World"                                | R. A. Lafferty        | Hisashi Asakura                  | S-F Magazine                                                                                                 |
| 1994 | "Tangents"                                                    | Greg Bear             | Akinobu Sakai                    | Tangents: Greg Bear's New Collection, Hayakawa Publishing                                                    |
| 1995 | "The Planet Named Shayol"                                     | Cordwainer Smith      | Norio Itō                        | The Planet Named Shayol, Hayakawa Publishing                                                                 |
| 1996 | "Robot Visions"                                               | Isaac Asimov          | Norio Itō                        | S-F Magazine                                                                                                 |
| 1997 | "Heads"                                                       | Greg Bear             | Kazuko Onoda                     | S-F Magazine                                                                                                 |
| 1998 | "The Death of Captain Future"                                 | Allen Steele          | Masahiro Noda                    | S-F Magazine                                                                                                 |
| 1999 | "This Year's Class Picture"                                   | Dan Simmons           | Yooichi Shimada                  | S-F Magazine                                                                                                 |
| 2000 | "Out of the Everywhere"                                       | James Tiptree, Jr.    | Norio Itō                        | Out of the Everywhere, Hayakawa Publishing                                                                   |
| 2001 | "Oceanic"                                                     | Greg Egan             | Makoto Yamagishi                 | S-F Magazine                                                                                                 |
| 2002 | "Story of Your Life"                                          | Ted Chiang            | Shigeyuki Kude                   | S-F Magazine                                                                                                 |
| 2002 | "Reasons to be Cheerful"                                      | Greg Egan             | Makoto Yamagishi                 | 20-seiki SF vol. 6, Kawade Shobō Shinsha                                                                     |
| 2003 | "Luminous"                                                    | Greg Egan             | Makoto Yamagishi                 | 90-nendai SF Kessaku-sen: the Second Volume, Hayakawa Publishing                                             |
| 2004 | "Hell Is the Absence of God"                                  | Ted Chiang            | Makoto Yamagishi                 | Story of Your Life, Hayakawa Publishing                                                                      |
| 2005 | "And Now the News..."                                         | Theodore Sturgeon     | Nozomi Ohmori                    | S-F Magazine                                                                                                 |
| 2006 | "The Human Front"                                             | Ken MacLeod           | Yooichi Shimada                  | S-F Magazine                                                                                                 |
| 2007 | "The Astronaut from Wyoming"                                  | Adam-Troy Castro      | Hisashi Asakura                  | S-F Magazine                                                                                                 |
| 2007 | "The Astronaut from Wyoming"                                  | Jerry Oltion          | Hisashi Asakura                  | S-F Magazine                                                                                                 |
| 2008 | "Weather"                                                     | Alastair Reynolds     | Naoya Nakahara                   | Great Wall of Mars, Hayakawa Publishing                                                                      |
| 2009 | "The Merchant and the Alchemist's Gate"                       | Ted Chiang            | Nozomi Ohmori                    | S-F Magazine                                                                                                 |
| 2010 | "Dark Integers"                                               | Greg Egan             | Makoto Yamagishi                 | S-F Magazine                                                                                                 |
| 2011 | "Carry the Moon in My Pocket"                                 | James Lovegrove       | Tōru Nakamura                    | The Astronaut from Wyoming: The Best Space Exploration SF, Hayakawa Publishing (antologia original japonesa) |
| 2011 | "Exhalation"                                                  | Ted Chiang            | Nozomi Ohmori                    | S-F Magazine                                                                                                 |
| 2011 | "The Ray-Gun: A Love Story"                                   | James Alan Gardner    | Hiroshi Kaneko                   | S-F Magazine                                                                                                 |
| 2011 | "Crystal Nights"                                              | Greg Egan             | Makoto Yamagishi                 | S-F Magazine                                                                                                 |
| 2011 | "Pump Six"                                                    | Paolo Bacigalupi      | Naoya Nakahara                   | S-F Magazine                                                                                                 |
| 2011 | "The Man in the Mirror"                                       | Geoffrey A. Landis    | Kazuko Onoda                     | S-F Magazine                                                                                                 |
| 2011 | "The Beloved Time of Their Lives"                             | Ian Watson            | Nozomi Ohmori                    | S-F Magazine                                                                                                 |
| 2011 | "The Beloved Time of Their Lives"                             | Robert Quaglia        | Nozomi Ohmori                    | S-F Magazine                                                                                                 |
| 2012 | "The Lifecycle of Software Objects"                           | Ted Chiang            | Nozomi Ohmori                    | S-F Magazine                                                                                                 |
| 2012 | "The Pelican Bar"                                             | Karen Joy Fowler      | Wataru Ishigame                  | S-F Magazine                                                                                                 |
| 2012 | "The Gambler"                                                 | Paolo Bacigalupi      | Yoshimichi Furusawa              | S-F Magazine                                                                                                 |
| 2012 | "The People of Sand and Slag"                                 | Paolo Bacigalupi      | Naoya Nakahara                   | S-F Magazine                                                                                                 |
| 2012 | "Troika"                                                      | Alastair Reynolds     | Naoya Nakahara                   | S-F Magazine                                                                                                 |
| 2012 | "The Little Goddess"                                          | Ian McDonald          | Hitomi Nakamura                  | S-F Magazine                                                                                                 |
| 2013 | "Pocketful of Dharma"                                         | Paolo Bacigalupi      | Hiroshi Kaneko                   | Pump Six and Other Stories, Hayakawa Publishing                                                              |
| 2013 | "The Emperor of Mars"                                         | Allen M. Steele       | Yoshimichi Furusawa              | S-F Magazine                                                                                                 |
| 2013 | "The Lady Who Plucked Red Flowers Beneath the Queen's Window" | Rachel Swirsky        | Eiko Kakinuma                    | S-F Magazine                                                                                                 |
| 2013 | "The Tamarisk Hunter"                                         | Paolo Bacigalupi      | Naoya Nakahara                   | Pump Six and Other Stories, Hayakawa Publishing                                                              |
| 2013 | "With Unclean Hands"                                          | Adam-Troy Castro      | Kazuko Onoda                     | S-F Magazine, Hayakawa Publishing                                                                            |
| 2013 | "Vishnu at the Cat Circus"                                    | Ian McDonald          | Masaya Shimokusu                 | Cyberabad Days, Hayakawa Publishing                                                                          |
| 2014 | "The Paper Menagerie"                                         | Ken Liu               | Yoshimichi Furusawa              | S-F Magazine                                                                                                 |
| 2014 | "Palimpsest"                                                  | Charles Stross        | Hiroshi Kaneko                   | S-F Magazine                                                                                                 |
| 2014 | "Vacuum Lad"                                                  | Stephen Baxter        | Satoru Yaguchi                   | S-F Magazine                                                                                                 |
| 2014 | "Christopher Raven"                                           | Theodora Goss         | Jun Suzuki                       | S-F Magazine                                                                                                 |
| 2014 | "The Man Who Bridged the Mist"                                | Kij Johnson           | Kazuyo Misumi                    | S-F Magazine                                                                                                 |
| 2014 | "Final Exam"                                                  | Megan Akenberg        | Jun Suzuki                       | S-F Magazine                                                                                                 |
| 2015 | "The Girl-Thing Who Went Out for Sushi"                       | Pat Cadigan           | Yooichi Shimada                  | S-F Magazine                                                                                                 |
| 2015 | "The Negation"                                                | Christopher Priest    | Yoshimichi Furusawa              | S-F Magazine                                                                                                 |
| 2015 | "Hunter Come Home"                                            | Richard McKenna       | Tōru Nakamura                    | Black Destroyer and Other Stories, Tokyo Sogensha (antologia original japonesa)                              |
| 2015 | "Water"                                                       | Ramez Naam            | Naoya Nakahara                   | S-F Magazine                                                                                                 |
| 2015 | "For Want of a Nail"                                          | Mary Robinette Kowal  | Fumiyo Harashima                 | S-F Magazine                                                                                                 |
| 2015 | "Year of the Rat"                                             | Qiufan Chen           | Naoya Nakahara                   | S-F Magazine                                                                                                 |
| 2015 | "War 3.01"                                                    | Keith Brooke          | Masato Naruniwa                  | S-F Magazine                                                                                                 |
| 2016 | "Good Hunting"                                                | Ken Liu               | Yoshimichi Furusawa              | The Paper Menagerie and Other Stories, Hayakawa Publishing (coleção original japonesa)                       |
| 2016 | "The Road of Needles"                                         | Caitlín R. Kiernan    | Jun Suzuki                       | S-F Magazine                                                                                                 |
| 2016 | "White Sin, Now"                                              | Tanith Lee            | Izumi Ichida                     | S-F Magazine                                                                                                 |
| 2016 | "Mask"                                                        | Stanisław Lem         | Kōichi Hisayama                  | Fantstyczny Lem: Antologia według czytelników, Kokusho Kankōkai                                              |
| 2016 | "Relays and Roses"                                            | Gene Wolfe            | Takao Miyawaki                   | Gene Wolfe's Book of Days, Kokusho Kankōkai (coleção original japonesa)                                      |
| 2016 | "Alfred's Ark"                                                | Jack Vance            | Tōru Nakamura                    | The Bookshop and Other Stories, Tokyo Sogensha (antologia original japonesa)                                 |
| 2016 | "Beautiful Boys"                                              | Theodora Goss         | Jun Suzuki                       | S-F Magazine                                                                                                 |
| 2017 | "Backward, Turn Backward"                                     | James Tiptree, Jr.    | Kazuko Onoda                     | Crown of Stars, Hayakawa Publishing                                                                          |
| 2017 | "Simulacrum"                                                  | Ken Liu               | Yoshimichi Furusawa              | S-F Magazine                                                                                                 |
| 2017 | "Seventh Sight"                                               | Greg Egan             | Makoto Yamagishi                 | S-F Magazine                                                                                                 |
| 2017 | "The Day the World Turned Upside Down"                        | Thomas Olde Heuvelt   | Jun Suzuki                       | S-F Magazine                                                                                                 |
| 2017 | "The Guiding Nose of Ulfänt Banderōz"                         | Dan Simmons           | Akinobu Sakai                    | S-F Magazine                                                                                                 |
| 2017 | "The Deathbird"                                               | Harlan Ellison        | Norio Itō                        | The Deathbird and Other Stories, Hayakawa Publishing (coleção original japonesa)                             |
| 2018 | "Folding Beijing" (北京折叠)                                  | Hao Jingfang (郝景芳) | Mayumi Ōtani                     | S-F Magazine                                                                                                 |
| 2018 | "Folding Beijing" (北京折叠)                                  | Hao Jingfang (郝景芳) | Ken Liu (tradução para o inglês) | S-F Magazine                                                                                                 |
| 2018 | "The New Guys Always Work Overtime"                           | David Erik Nelson     | Jun Suzuki                       | S-F Magazine                                                                                                 |
| 2018 | "An Advanced Reader's Picture Book of Comparative Cognition"  | Ken Liu               | Izumi Ichida                     | Memories of My Mother, Hayakawa Publishing (coleção original japonesa)                                       |
| 2018 | "Healing Benjamin"                                            | Dennis Danvers        | Makoto Yamagishi                 | Neko ha Utyū de Marukunaru [Cats Curling Up in Space], Takeshobo (antologia original japonesa)               |
| 2018 | "Travel Diary"                                                | Alfred Bester         | Akinobu Sakai                    | Adam and No Eve, Tokyo Sogensha (coleção original japonesa)                                                  |
| 2018 | "Knotting Grass, Holding Ring"                                | Ken Liu               | Yoshimichi Furusawa              | Memories of My Mother, Hayakawa Publishing (coleção original japonesa)                                       |
| 2019 | "The Circle" (円)                                             | Liu Cixin (劉慈欣)    | Naoya Nakahara                   | Invisible Planets, Hayakawa Publishing                                                                       |
| 2019 | "The Circle" (円)                                             | Liu Cixin (劉慈欣)    | Ken Liu (tradução para o inglês) | Invisible Planets, Hayakawa Publishing                                                                       |
| 2019 | "The Martian Obelisk"                                         | Linda Nagata          | Naoya Nakahara                   | S-F Magazine                                                                                                 |
| 2019 | "Liar's House"                                                | Lucius Shepard        | Masayuki Uchida                  | The Man Who Painted the Dragon Griaule, Takeshobo (coleção original japonesa)                                |
| 2019 | "Monster in the Midest"                                       | Julio Toro San Martin | Yoshio Nomura                    | FUNGI: The Second Colony, P-vine ele-king books                                                              |
| 2019 | "Převychování"                                                | Jan Barda             | Kiyomi Hirano                    | Czech SF Collection, Heibonsha (coleção original japonesa)                                                   |
| 2019 | "Between Nine and Eleven"                                     | Adam Roberts          | Masayuki Uchida                  | S-F Magazine                                                                                                 |
| 2019 | "Cybertank vs. Megazillus"                                    | Timothy J. Gawne      | Akinobu Sakai                    | S-F Magazine                                                                                                 |
| 2020 | "Uncanny Valley"                                              | Greg Egan             | Makoto Yamagishi                 | Bit Players and Other Stories, Hayakawa Publishing (coleção original japonesa)                               |
| 2020 | “Anxiety Is the Dizziness of Freedom”                         | Ted Chiang            | Nozomi Ohmori                    | Exhalation, Hayakawa Publishing                                                                              |
| 2020 | “Omphalos”                                                    | Ted Chiang            | Nozomi Ohmori                    | Exhalation, Hayakawa Publishing                                                                              |
| 2020 | "Memorials"                                                   | Aliette de Bodard     | Yutaka Ohshima                   | The Tea Master and the Detective, Takeshobo (coleção original japonesa)                                      |
| 2020 | "Bit Players"                                                 | Greg Egan             | Makoto Yamagishi                 | Bit Players and Other Stories, Hayakawa Publishing (coleção original japonesa)                               |
| 2020 | "The Caretaker"                                               | Ken Liu               | Mayumi Ohtani                    | The Reborn and Other Stories, Hayakawa Publishing (coleção original japonesa)                                |
| 2020 | "The Secret Life of Bots"                                     | Suzanne Palmer        | Naoya Nakahara                   | S-F Magazine                                                                                                 |
| 2021 | "Zima Blue"                                                   | Alastair Reynolds     | Naoya Nakahara                   | Best SF of the 2000s, Hayakawa Publishing (coleção original japonesa)                                        |
| 2021 | "Our Science Fiction World"                                   | Shu Bao               | Kosaku Ai                        | S-F Magazine                                                                                                 |
| 2021 | "This is Not the Way Home"                                    | Greg Egan             | Makoto Yamagishi                 | S-F Magazine                                                                                                 |
| 2021 | "About My Space Hero"                                         | Cho-yeop Kim          | Bang-hwa Kan                     | If We Cannot Move at the Speed of Light, Hayakawa Publishing                                                 |
| 2021 | "The Weight of Memories"                                      | Cixin Liu             | Ko Tomari                        | S-F Magazine                                                                                                 |
| 2021 | "The Snow of Jinyang"                                         | Zhang Ran             | Naoya Nakahara                   | Broken Stars: Contemporary Chinese Science Fiction in Translation, Hayakawa Publishing                       |
| 2021 | "My Crappy Autumn"                                            | Nitay Peretz          | Masami Uekusa                    | Zion’s Fiction: A Treasury of Israeli Speculative Literature, Takeshobo                                      |
| 2021 | "The Syllables of Silence"                                    | Zhou Wen              | Masami Asada                     | The Stairway of the Time, Shinkigensha (coleção original japonesa)                                           |

### Melhor Apresentação Dramática
| Ano  | Vencedor                                                                  |
| ---- | ------------------------------------------------------------------------- |
| 1970 | Série de televisão The Prisoner                                           |
| 1970 | Filme Charly                                                              |
| 1971 | Série de televisão UFO                                                    |
| 1972 | Filme The Andromeda Strain                                                |
| 1973 | Filme Laranja Mecânica                                                    |
| 1974 | Filme Soylent Green                                                       |
| 1975 | Animé Uchū Senkan Yamato                                                  |
| 1976 | Peça teatral Star                                                         |
| 1977 | (Não houve premiação)                                                     |
| 1978 | Filme Solaris                                                             |
| 1979 | Filme Star Wars                                                           |
| 1980 | Filme Alien                                                               |
| 1981 | Filme Star Wars/The Empire Strikes Back                                   |
| 1982 | (Não houve premiação)                                                     |
| 1983 | Filme Blade Runner                                                        |
| 1984 | Filme The Dark Crystal                                                    |
| 1985 | Filme Nausicaä do Vale do Vento                                           |
| 1986 | Filme Back to the Future                                                  |
| 1987 | Filme Brazil                                                              |
| 1988 | Filme Royal Space Force: The Wings of Honneamise                          |
| 1989 | Filme Tonari no Totoro                                                    |
| 1990 | Animé Gunbuster                                                           |
| 1991 | Televisão Ginga Uchū Odyssey                                              |
| 1992 | Filme Terminator 2: Judgment Day                                          |
| 1993 | Animé Mama wa Shōgaku 4 Nensei                                            |
| 1994 | Filme Jurassic Park                                                       |
| 1995 | Filme Zeiram 2                                                            |
| 1996 | Filme Gamera: Guardian of the Universe                                    |
| 1997 | Filme Gamera 2: Attack of Legion                                          |
| 1998 | Tokusatsu Ultraman Tiga                                                   |
| 1999 | Filme Martian Successor Nadesico: The Motion Picture – Prince of Darkness |
| 2000 | Animé Cowboy Bebop                                                        |
| 2001 | Jogo eletrónico Gunparade March                                           |
| 2002 | Tokusatsu Kamen Rider Kuuga                                               |
| 2003 | Animé Voices of a Distant Star                                            |
| 2004 | Filme The Two Towers                                                      |
| 2005 | Animé Planetes                                                            |
| 2006 | Tokusatsu Tokusou Sentai Dekaranger                                       |
| 2007 | Filme The Girl Who Leapt Through Time                                     |
| 2008 | Animé Dennō Coil                                                          |
| 2009 | Animé Macross Frontier                                                    |
| 2010 | Filme Summer Wars                                                         |
| 2011 | Filme District 9                                                          |
| 2012 | Animé Mahō Shōjo Madoka Magika                                            |
| 2013 | Animé Bodacious Space Pirates                                             |
| 2014 | Filme Pacific Rim                                                         |
| 2015 | Filme Space Battleship Yamato 2199: Odyssey of the Celestial Ark          |
| 2016 | Filme Girls und Panzer der Film                                           |
| 2017 | Filme Shin Godzilla                                                       |
| 2018 | Animé Kemono Friends                                                      |
| 2019 | Animé SSSS.Gridman                                                        |
| 2020 | Animé Astra Lost in Space                                                 |
| 2021 | Tokusatsu Ultraman Z                                                      |

### Melhor Banda Desenhada
| Ano  | Vencedor                                                                                  |
| ---- | ----------------------------------------------------------------------------------------- |
| 1978 | Toward the Terra de Keiko Takemiya                                                        |
| 1979 | Fujōri Nikki de Hideo Azuma                                                               |
| 1980 | Star Red de Moto Hagio                                                                    |
| 1981 | Densetsu de Wakako Mizuki                                                                 |
| 1982 | Kibun wa Mō Sensō de Toshihiko Yahagi e Katsuhiro Otomo                                   |
| 1983 | Gin no Sankaku de Moto Hagio                                                              |
| 1984 | Domu: A Child's Dream de Katsuhiro Otomo                                                  |
| 1985 | X + Y de Moto Hagio                                                                       |
| 1986 | Appleseed de Masamune Shirow                                                              |
| 1987 | Urusei Yatsura de Rumiko Takahashi                                                        |
| 1988 | Kyūkyoku Chōjin R de Masami Yūki                                                          |
| 1989 | Mermaid Saga de Rumiko Takahashi                                                          |
| 1990 | So What? de Megumi Wakatsuki                                                              |
| 1991 | Uchū Daizakka de Eiji Yokoyama                                                            |
| 1992 | Yamataika de Yukinobu Hoshino                                                             |
| 1993 | OZ de Natsumi Itsuki                                                                      |
| 1994 | Dai-Hon'ya de Miki Tori                                                                   |
| 1994 | Grant Leauvas Monogatari de Kyōko Shitō                                                   |
| 1995 | Nausicaä do Vale do Vento de Hayao Miyazaki                                               |
| 1996 | Parasyte de Hitoshi Iwaaki                                                                |
| 1997 | Ushio and Tora de Kazuhiro Fujita                                                         |
| 1998 | SF Taishō de Miki Tori                                                                    |
| 1999 | Runnahime Hourouki de Eiji Yokoyama                                                       |
| 2000 | Itihaasa de Wakako Mizuki                                                                 |
| 2001 | Cardcaptor Sakura de Clamp                                                                |
| 2002 | Planetes de Makoto Yukimura                                                               |
| 2003 | Chronoeyes de Yūichi Hasegawa                                                             |
| 2004 | From Far Away de Kyōko Hikawa                                                             |
| 2005 | Bremen II de Izumi Kawahara                                                               |
| 2006 | Onmyōji de Reiko Okano                                                                    |
| 2007 | Yokohama Kaidashi Kikō de Hitoshi Ashinano                                                |
| 2008 | 20th Century Boys de Naoki Urasawa e Takashi Nagasaki                                     |
| 2009 | Trigun Maximum de Yasuhiro Nightow                                                        |
| 2010 | Pluto de Naoki Urasawa, Osamu Tezuka, Takashi Nagasaki, Macoto Tezka e Tezuka Productions |
| 2011 | Fullmetal Alchemist de Hiromu Arakawa                                                     |
| 2012 | Mobile Suit Gundam: The Origin de Yoshikazu Yasuhiko                                      |
| 2013 | Inherit the Stars de Yukinobu Hoshino                                                     |
| 2014 | The World of Narue de Tomohiro Marukawa                                                   |
| 2015 | Moyasimon de Masayuki Ishikawa                                                            |
| 2016 | Knights of Sidonia de Tsutomu Nihei                                                       |
| 2017 | Kochira Katsushika-ku Kameari Kōen-mae Hashutsujo de Osamu Akimoto                        |
| 2018 | And Yet the Town Moves de Masakazu Ishiguro                                               |
| 2019 | Girls' Last Tour de Tsukumizu                                                             |
| 2020 | How many light-years to Babylon? de Dowman Sayman                                         |
| 2020 | Batman Ninja de Masato Hisa                                                               |
| 2021 | Hozuki's Coolheadedness de Natsumi Eguchi                                                 |
| 2021 | Kimi o Shinasenai tame no Storia de Toriko Gin                                            |

### Melhor Artista
| Ano  | Vencedor                     |
| ---- | ---------------------------- |
| 1979 | Naoyuki Kato                 |
| 1980 | Noriyoshi Ohrai              |
| 1981 | Yoshikazu Yasuhiko           |
| 1982 | Shusei Nagaoka               |
| 1983 | Yoshitaka Amano              |
| 1984 | Yoshitaka Amano              |
| 1985 | Yoshitaka Amano              |
| 1986 | Yoshitaka Amano              |
| 1987 | Michiaki Satō                |
| 1988 | Jun Suemi                    |
| 1989 | Hiroyuki Katō e Keisuke Gotō |
| 1990 | Katsumi Michihara            |
| 1991 | Eiji Yokoyama                |
| 1992 | Masamune Shirow              |
| 1993 | Keinojō Mizutama             |
| 1994 | Hitoshi Yoneda               |
| 1995 | Keinojō Mizutama             |
| 1996 | Akihiro Yamada               |
| 1997 | Yuji Kaida                   |
| 1998 | Shigeru Mizuki               |
| 1999 | Takami Akai                  |
| 2000 | Kenji Tsuruta                |
| 2001 | Kenji Tsuruta                |
| 2002 | Katsuya Terada               |
| 2003 | Makoto Shinkai               |
| 2004 | Daisuke Nishijima            |
| 2005 | Makoto Shinkai               |
| 2006 | Range Murata                 |
| 2007 | Yoshitaka Amano              |
| 2008 | Naoyuki Kato                 |
| 2009 | Naoyuki Kato                 |
| 2010 | Naoyuki Kato                 |
| 2011 | Naoyuki Kato                 |
| 2012 | Naohiro Washio               |
| 2013 | Kenji Tsuruta                |
| 2014 | Naoyuki Kato                 |
| 2015 | Keinojō Mizutama             |
| 2016 | Noriyoshi Ohrai              |
| 2017 | Naoyuki Kato                 |
| 2018 | Noriko Nagano                |
| 2019 | Naoyuki Kato                 |
| 2020 | Yūko Shiraishi               |
| 2021 | Yūko Shiraishi               |

### Melhor Obra de Não Ficção
| Ano  | Vencedor |
| ---- | --- |
| 1985 | Kōseiki no Sekai (光世紀の世界) de Fujio Ishihara |
| 1986 | Tokusatsu Hero Retsuden (特撮ヒーロー列伝) de Noriaki Ikeda |
| 1987 | Ishihara Hakase no SF Kenkyūshitsu (石原博士のSF研究室) de Fujio Ishihara |
| 1988 | Wizardry Nikki (ウィザードリィ日記) de Tetsu Yano |
| 1989 | Space Opera no Kakikata (スペース・オペラの書き方) de Masahiro Noda |
| 1990 | Future Magic de Robert L. Forward |
| 1991 | SF Handbook (SFハンドブック), edição de Hayakawa Publishing Editorial Office |
| 1992 | TV Series Denshi Rikkoku Nippon no Jijoden (電子立国日本の自叙伝) de NHK |
| 1993 | The Minds of Billy Milligan de Daniel Keyes |
| 1994 | Yasashii Uchū Kaihatsu Nyūmon (やさしい宇宙開発入門) de Masahiro Noda |
| 1995 | Itoshino Wonderland: Space Opera no Yomikata (愛しのワンダーランド――スペース・オペラの読み方) de Masahiro Noda |
| 1996 | Tondemo-bon no Sekai (トンデモ本の世界), edição de Togakkai |
| 1997 | Tondemo-bon no Gyakushū (トンデモ本の逆襲), edição de Togakkai |
| 1998 | Walking Humanoid Robot P2 de Honda |
| 1999 | Uchū o Kūsōshitekita Hitobito (宇宙を空想してきた人々) de Masahiro Noda |
| 2000 | AIBO de Sony |
| 2001 | Motto Sugoi Kagaku de Mamorimasu! (もっとすごい科学で守ります！) de Yūichi Hasegawa |
| 2002 | NHK Shōnen Drama Series no Subete (NHK少年ドラマシリーズのすべて) de Hisaaki Masuyama |
| 2003 | Uchū eno Passport (宇宙へのパスポート) de Yūichi Sasamoto |
| 2004 | Uchū eno Passport 2 (宇宙へのパスポート 2) de Yūichi Sasamoto |
| 2005 | Maeda Kensetsu Fantasy Eigyobu (前田建設ファンタジー営業部) de Maeda Corporation |
| 2006 | Disappearance Diary (失踪日記) de Hideo Azuma |
| 2007 | Uchū eno Passport 3 (宇宙へのパスポート 3) de Yūichi Sasamoto |
| 2008 | Hoshi Shinichi: 1001 Wa o Tsukutta Hito (星新一 一〇〇一話を作った人) de Hazuki Saishō |
| 2009 | Sekai no SF ga Yattekita! Nippon Con File 2007 (世界のSFがやってきた!!――ニッポンコン・ファイル2007) edição do Clube de Escritores de Ficção Científica e Fantasia do Japão                                                   |
| 2010 | Nihon SF Seishinshi (日本SF精神史) de Yasuo Nagayama |
| 2011 | Sa wa Science no Sa (サはサイエンスのサ) de Tsukasa Shikano |
| 2012 | Azuma Hideo Sōtokushū: Bishōjo, SF, Fujōri Gag, Soshite Shissō (吾妻ひでお〈総特集〉――美少女・SF・不条理ギャグ、そして失踪), edição de Kawade Shobō Shinsha                                                                  |
| 2013 | Cópia impressa de "The Present and Future of CGM: The World Opened Up de Hatsune Miku, Nico Nico Douga, e PIAPRO" da edição de maio de 2012 da IPSJ Magazine, publicada na Sociedade de Processamento de Informação do Japão |
| 2014 | Utyū he Ikitakute Ekitai Nenryō Rocket o DIY shitemita (宇宙へ行きたくて液体燃料ロケットをDIYしてみた) de Yoshitoo Asari |
| 2015 | Sanrio SF Bunko Sōkaisetsu (サンリオSF文庫総解説) edição de Shinji Maki e Nozomi Ohmori |
| 2016 | SF made 10,000 Kōnen (SFまで10,000光年) e SFまで100,000光年以上 ([SF made 100,000 Kōnen Ijō] Erro: {{japonês}}: o texto tem marcação itálica (ajuda) de Keinojō Mizutama                                                     |
| 2017 | SF no S ha Suteki no S (SFのSは、ステキのS) de Haruna Ikezawa |
| 2018 | Arienakunai Kagaku no Kyōkasho (アリエナクナイ科学ノ教科書 〜空想設定を読み解く31講〜) de Kurare, em colaboração com Yakuri Kyōshitsu                                                                                        |
| 2019 | Tsutsui Yasutaka Jisaku o Kataru (筒井康隆、自作を語る) de Yasutaka Tsutsui, edição de Sanzō Kusaka |
| 2020 | NHK Hyappun De Meicho: Komatsu Sakyō Special "Kami" naki Jidai no Shinwa (NHK 100分de名著『小松左京スペシャル 「神」なき時代の神話』) de Tetsuya Miyazaki (NHK Publishing, Inc.)                                             |
| 2021 | NHK Hyappun De Meicho: Arthur C. Clarke Special Tada no "Kūsō" deha nai (NHK 100分de名著『アーサー・Ｃ・クラークスペシャル ただの「空想」ではない』) de Hideaki Sena (NHK Publishing, Inc.)                                  |

### Nomeação Livre
| Ano  | Vencedor |
| ---- | --- |
| 2002 | Voo de Teste 1 do foguete H-IIA, da Agência Japonesa de Exploração Aeroespacial                                                                                      |
| 2003 | Robô humanoide HRP-2 Promet, de Yutaka Izubuchi e Kawada Industries                                                                                                  |
| 2004 | Brinquedo da série um do Museu Real de Ciência, supervisionado por Toshio Okada, e fabricado por Takara e Kaiyodo                                                    |
| 2005 | Pavilhão do Japão na nona Bienal de Arquitetura de Veneza, da Fundação Japão, Kaichirō Morikawa, e outros artistas participantes                                     |
| 2006 | Aterragem no asteroide Itokawa da missão de regresso acerca da amostra do asteroide MUSES-C "Hayabusa", da Agência Japonesa de Exploração Aeroespacial               |
| 2007 | Foguete M-V, da Agência Japonesa de Exploração Aeroespacial |
| 2008 | Hatsune Miku, da Crypton Future Media Co. |
| 2009 | (Não houve premiação) |
| 2010 | Aniversário do Trigésimo Projeto Gundam Real G, Estátua de Gundam, construída por Sunrise Inc. e Nomura Co., Ltd.                                                    |
| 2011 | Retorno da sonda Hayabusa (o vigésimo satélite de ciência MUSES-C) à Terra, operada pela Agência Japonesa de Exploração Aeroespacial                                 |
| 2012 | (Não houve premiação) |
| 2013 | Células iPS, Centro de Investigação e Aplicação de Células iPS, Universidade de Quioto                                                                               |
| 2014 | NOVA, série de antologia original, edição de Nozomi Ohmori |
| 2015 | Drama televisivo Aoi Honō |
| 2016 | Publicação do quingentésimo volume da série Perry Rhodan no Japão |
| 2017 | Designação formal do elemento 113 como Nipónio |
| 2018 | O projeto de homenagem aos cinquenta anos de Locke the Superman |
| 2019 | O pouso de MINERVA-II-1 na superfície do asteroide Ryugu (o primeiro objeto feito pelo homem a explorar o movimento numa superfície de asteroide), Projeto Hayabusa2 |
| 2020 | A primeira imagem de um buraco negro, em colaboração com o projeto Event Horizon Telescope                                                                           |
| 2021 | Amabie, um monstro japonês que evita uma epidemia |

### Prémio Especial
A SFFAN pode atribuir os prémios especiais, que não foram votados. Eles são considerados como Prémios Seiun oficiais. Todos com exceção de um deles, Uchūjin, foram atribuídos postumamente às pessoas que contribuíram para os grupos de admiradores de ficção científica japonesa.
| Ano  | Vencedor                                                                        |
| ---- | ------------------------------------------------------------------------------- |
| 1980 | Motoichirō Takebe, artista                                                      |
| 1982 | Uchūjin como o fanzine de ficção científica mais antiga do Japão                |
| 1989 | Osamu Tezuka, artista de banda desenhada                                        |
| 2005 | Tetsu Yano, tradução/autoria                                                    |
| 2007 | Yoshihiro Yonezawa, crítica de mangá/autoria/cofundador e presidente da Comiket |
| 2008 | Kōichirō Noda (Masahiro Noda), tradução/autoria                                 |
| 2010 | Takumi Shibano (Rei Kozumi), tradução/autoria                                   |
| 2011 | Sakyo Komatsu, autoria                                                          |